# Cryptostipula inundata
Cryptostipula inundata är en bladmossart som beskrevs av Rudolf Mathias Schuster. Cryptostipula inundata ingår i släktet Cryptostipula och familjen Solenostomataceae. Inga underarter finns listade i Catalogue of Life.